# Cornelis Jacob Jan Arnout van Teylingen
Jhr. Cornelis Jacob Jan Arnout van Teylingen (Biervliet, 1 mei 1842 – Oostkapelle, 5 juli 1920) was een Nederlands bestuurder.

## Biografie
Van Teylingen was een lid van de familie Van Teylingen en een zoon van burgemeester Arnout Jacob van Teylingen (1813-1857) en diens eerste echtgenote jkvr. Henriette Johanna Cecilia van Doorn (1814-1843), lid van de familie Van Doorn en dochter van jhr. mr. Anthony Pieter van Doorn, heer van Koudekerke (1791-1870). Hij trouwde in 1865 met Agnes Anna van der Mieden (1843-1934), lid van de familie Van der Mieden; uit dit huwelijk werden drie kinderen geboren, onder wie burgemeester jhr. Willem Zijphrid van Teylingen (1871-1948).
Vanaf 1871 was hij burgemeester van Nieuw- en Sint Joosland, een functie die hij vanaf 1880 zou combineren met het burgemeesterschap van Ritthem. Van 1879 tot 1911 was hij tevens lid van Provinciale Staten van Zeeland, in de periode 1889-1895 tevens lid van Gedeputeerde Staten van die provincie. Zijn burgemeestersambten legde hij in 1889 neer.
Van Teylingen was Ridder in de Orde van de Nederlandse Leeuw en ereridder van de Johanniterorde.